# Pau Brasil
Pau Brasil is een gemeente in de Braziliaanse deelstaat Bahia. De gemeente telt 12.342 inwoners (schatting 2009).